# Celso Güity
Celso Fredy Güity Núñez (né le 13 juillet 1957 au Honduras et mort le 12 février 2021) est un joueur de football international hondurien qui évoluait au poste d'attaquant.

## Biographie

### Carrière en sélection
Il joue 11 matchs en équipe du Honduras, sans inscrire de but[réf. nécessaire].
Il dispute trois matchs entrant dans le cadre des éliminatoires du mondial 1986.
Il figure dans le groupe des sélectionnés lors de la Coupe du monde de 1982. Lors du mondial organisé en Espagne, il ne joue aucun match.

## Palmarès
Marathón
- Championnat du Honduras (1) :
  - Champion : 1979.
  - Vice-champion : 1980.